# 육화탑

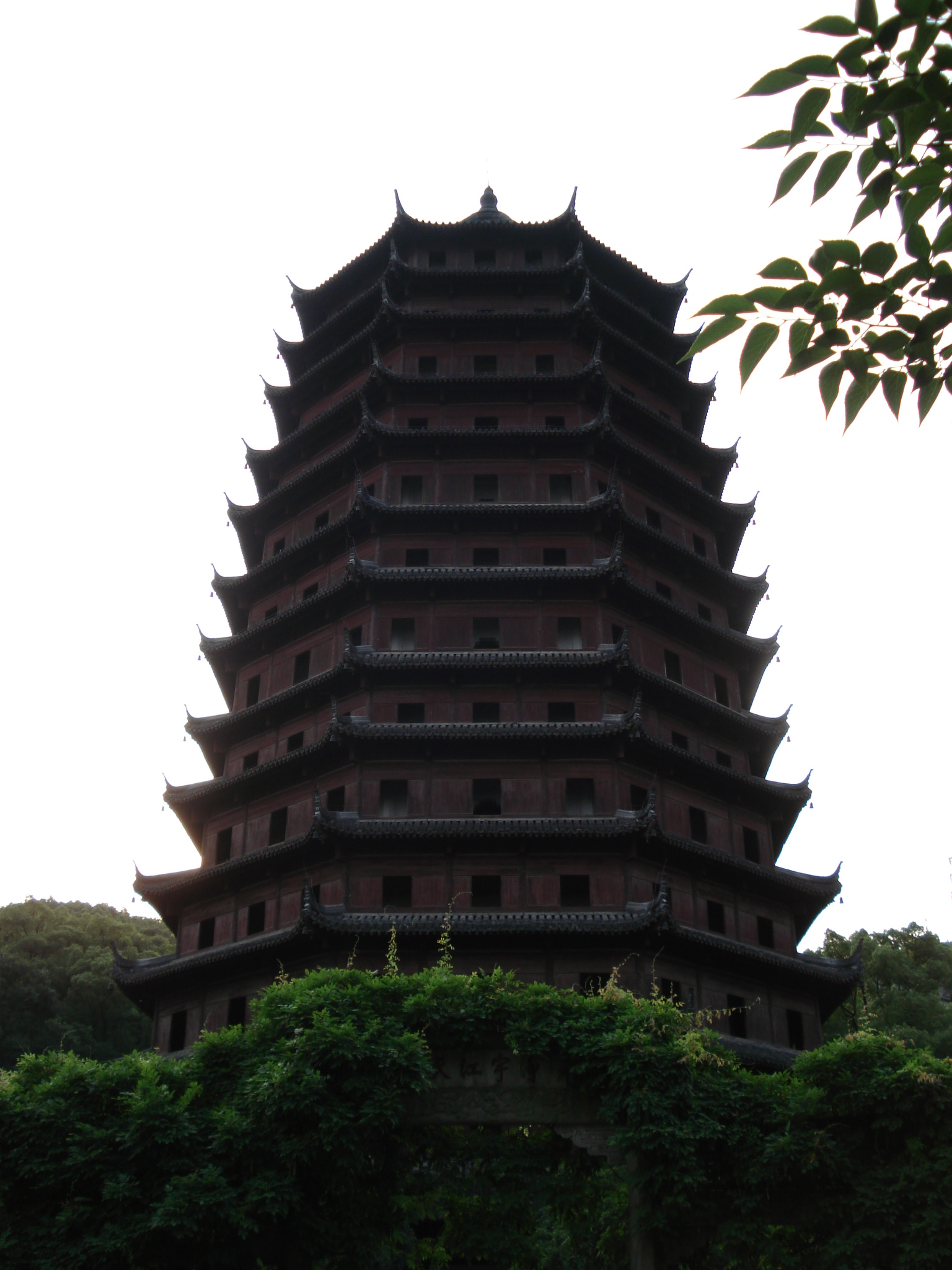
육화탑

육화탑(중국어 간체자: 六和塔, 병음: Liùhé Tǎ)은 항저우를 휘돌아 흐르는 첸탕강이 내려다 보이는 월륜산(月輪山)에 세워져 있다. 서기 970년 북송 개보(開寶) 3년에 건설을 시작하였다. 1121년 붕괴되어 남송 1165년에 완전히 새로 지었다.

## 역사와 배경
북송 개보 3년 970년, 지각선사가 첸탕강(전당강)의 역류를 진정시키고자 지었다. 탑의 불빛은 첸탕강을 오고가는 등대의 역할도 했다.
북송 선화 연간 방랍의 난 때 소실되었다. 남송 소흥22년 1152년 승려 지담이 중건하여 현재에 이른다.
청나라 광서 26년 서기 1900년에 목조의 외층이 완성되었다.

## 전설
해마다 음력 8월 18일(양력으로 9월 23일경) 전후가 되면 바닷물이 역류하여 홍수가 나곤 했다. [[첸탕강(전당강, 錢塘江)은 나팔처럼 생겼는데 항저우만(항주만, 杭州灣)으로 흘러드는 하구 근처에는 100킬로미터에 달하는 강의 너비가 상류로 거슬러 올라감에 따라 급격히 좁아져서 육화탑 부근에서는 고작 2킬로미터 남짓으로 좁아진다. 게다가 만조시에는 태양과 달의 인력으로 대역류 현상이 일어난다.
이러한 역류현상은 다음과 같은 '육화(六和)의 전설'을 낳았다. 즉, 전당강에는 흉폭한 용왕이 살았는데 그는 심심할 때마다 바람과 파도를 일으켜 어선들을 전복시키고 강주변을 범람시켰다.
'육화(六和)'라고 부르는 소년은 아버지가 익사하고 어머니도 파도에 쓸려 어디론가 사라져 버리자 슬픔과 비탄에 잠겨 매일 전당강에 돌을 던졌는데, 이 돌이 용궁을 맹렬히 뒤흔들었다. 용왕은 조용히 살기 위해 육화에게 금은보화를 주었지만 육화는 받기를 거부하고, 어머니를 돌려보내고 사람들을 해치는 파도를 그쳐 달라고 떼썼다. 결국 용왕은 육화에게 항복하고 그때부터 파도를 진정시켰다고 한다. 사람들은 고마움을 표하기 위해 육화가 돌을 던진 그 언덕 위에 탑을 세우고 탑이름을 육화탑이라 지었다고 전해진다.

## 문학
수호전의 등장인물인 노지심의 동상이 탑 안에 있는데, 노지심은 육화탑에 머물다가 전당강이 역류했다는 소식을 듣고 스스로의 인연을 깨달아 이곳에서 입적한다.

## 같이 보기
- 중국의 건축
- 차이티야